# Do What U Want
Do What U Want ist ein Lied der US-amerikanischen Sängerin Lady Gaga aus ihrem dritten Studioalbum ARTPOP (2013). Das Lied erschien am 21. Oktober 2013 und wurde erst als Promotion-Single für das Album ARTPOP veröffentlicht. Danach entschied man sich, den Song als Single herauszubringen. Später wurde eine Version mit Christina Aguilera aufgenommen.
Am 10. Januar 2019 entschuldigte sich Gaga für die Zusammenarbeit mit R. Kelly, der zu den Autoren gehörte, und ließ das Lied von mehreren Musikdiensten entfernen. Auslöser war die Ausstrahlung der Fernsehdokumentation Surviving R. Kelly, mit der frühere Anschuldigungen wegen sexuellen Missbrauchs gegen Kelly erneuert wurden.

## Veröffentlichungen
- Download

1. Do What U Want feat. R. Kelly – 3:48

- Download – Remix Single

1. Do What U Want feat. R. Kelly and Rick Ross (DJWS Remix) – 4:19

- Digital Download – Remix Single[1]

1. Do What U Want feat. Christina Aguilera – 3:36

- Digital Remixes EP

1. Do What U Want feat. R. Kelly (DJ White Shadow Remix) – 4:03
2. Do What U Want feat. R. Kelly (Samantha Ronson Remix) – 4:27
3. Do What U Want feat. R. Kelly (Kronic Remix) – 5:12
4. Do What U Want feat. Christina Aguilera (Steven Redant Madrid Radio Remix) – 4:00
5. Do What U Want feat. Christina Aguilera (Steven Redant Madrid Club Remix) – 7:31
6. Do What U Want feat. Christina Aguilera (Steven Redant Barcelona Remix) – 6:28
7. Do What U Want feat. Christina Aguilera (Red Ant & Amp Lexvas Deep House Remix) – 6:50

## Kommerzieller Erfolg

### Chartplatzierungen
| ChartsChartplatzierungen       | Höchstplatzierung | Wochen |
| ------------------------------ | ----------------- | ------ |
| Deutschland (GfK)              | 14 (21 Wo.)       | 21     |
| Österreich (Ö3)                | 10 (16 Wo.)       | 16     |
| Schweiz (IFPI)                 | 14 (18 Wo.)       | 18     |
| Vereinigte Staaten (Billboard) | 13 (19 Wo.)       | 19     |
| Vereinigtes Königreich (OCC)   | 9 (15 Wo.)        | 15     |

| ChartsJahrescharts (2014)      | Platzierung |
| ------------------------------ | ----------- |
| Vereinigte Staaten (Billboard) | 84          |

### Auszeichnungen für Musikverkäufe
| Land/Region                  | Auszeichnungen für Musikverkäufe (Land/Region, Auszeichnung, Verkäufe) | Verkäufe  |
| ---------------------------- | ---------------------------------------------------------------------- | --------- |
| Australien (ARIA)            | Platin                                                                 | 70.000    |
| Brasilien (PMB)              | Platin                                                                 | 60.000    |
| Deutschland (BVMI)           | Gold                                                                   | 150.000   |
| Italien (FIMI)               | Platin                                                                 | 30.000    |
| Kanada (MC)                  | Gold                                                                   | 40.000    |
| Mexiko (AMPROFON)            | Gold                                                                   | 30.000    |
| Neuseeland (RMNZ)            | Gold                                                                   | 7.500     |
| Norwegen (IFPI)              | Gold                                                                   | 30.000    |
| Schweden (IFPI)              | Platin                                                                 | 40.000    |
| Südkorea (KMCA)              | —                                                                      | 20.309    |
| Vereinigte Staaten (RIAA)    | Platin                                                                 | 1.300.000 |
| Vereinigtes Königreich (BPI) | Gold                                                                   | 400.000   |
| Insgesamt                    | 6× Gold · 5× Platin ·                                                  | 4.182.809 |

Hauptartikel: Lady Gaga/Auszeichnungen für Musikverkäufe